# Garcinia memecyloides
Garcinia memecyloides är en tvåhjärtbladig växtart som beskrevs av Henry Nicholas Ridley. Garcinia memecyloides ingår i släktet Garcinia och familjen Clusiaceae. Inga underarter finns listade i Catalogue of Life.